# Lindevang (metropolitana di Copenaghen)
Lindevang è una stazione della linea 1 e della linea 2 della Metropolitana di Copenaghen.
La stazione venne inaugurata nel 2003 come metropolitana, ma già dal 1986 funzionava come stazione per i treni della S-tog.